# Area tegmentalis ventralis

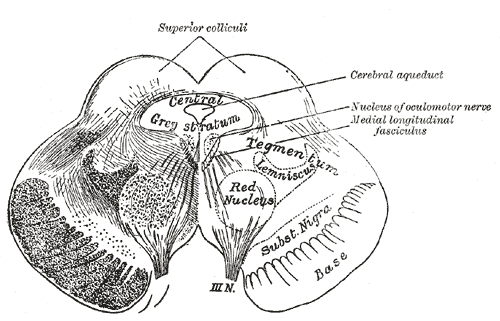
Dwarsdoorsnede van de middenhersenen op het niveau van de colliculi superiores. Het tegmentum staat aangegeven in het midden van de rechterzijde.

De area tegmentalis ventralis (tegmentum betekent bedekking in het Latijn) is een groep neuronen gelokaliseerd dicht bij de middellijn aan de onderkant van de middenhersenen. De area tegmentalis ventralis is het begin van de cellichamen van het mesocorticolimbische dopaminesysteem en is onderdeel van het beloningssysteem van de hersenen. Het is belangrijk voor cognitie, motivatie, orgasme, (drugs)verslavingen, intense emoties gerelateerd aan liefde en verscheidene psychiatrische aandoeningen. De area tegmentalis ventralis bevat neuronen die naar veel gebieden van de hersenen projecteren, van de prefrontale cortex naar de caudale hersenstam en verschillende gebieden daar tussenin.